# برافزایش (اخترفیزیک)

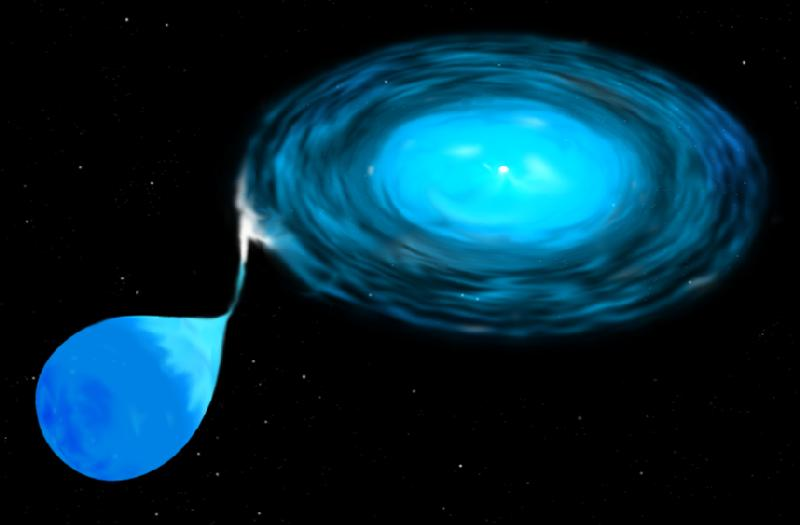
هنگامی که ستارهٔ با جرم پایین‌تر در یک سیستم دوتایی وارد فاز انبساط می‌شود، بخش بیرونی اتمسفر آن می‌تواند بر روی ستاره فشرده‌تر فرو افتد و یک دیسک برافزایشی ایجاد کند.

در اختر فیزیک واژه برافزایش (به انگلیسی: Accretion) حداقل در مورد دو فرایند مختلف به کار رفته‌است.
نخستین و معمول‌ترین کاربرد برافزایش به فرایند رشد اجسام پرجرم از طریق جذب گرانشی مادهٔ بیشتر - معمولاً گازی شکل- در یک قرص برافزایشی اشاره دارد.
وجود قرص‌های برافزایشی در اطراف ستاره‌های کوچک یا بقایای ستاره‌ای در ستارگان دوتایی و همچنین اطراف سیاهچاله‌هایی که در مرکز کهکشان‌های مارپیچی قرار دارند، بسیار معمول است.
در کنار این کاربرد، در نظریه سحابی، برافزایش به برخورد و چسبیدن الکترواستاتیک ذرات میکروسکوپی غبار و یخ سرد شده در قرص‌های پیش سیاره‌ای یا سیستم‌های پیش سیاره‌ای غول‌های گازی، اشاره دارد که در نهایت منجر به پیدایش سیاره‌های خرد می‌شود که ذرات کوچک و سیارات خرد دیگر را جذب می‌کنند.